# Biała niewolnica
Biała niewolnica (ang. White Slave) – rzeźba w brązie wykonana przez Abastenię St. Leger Eberle przedstawiająca młodą dziewczynę przeznaczoną do sprzedaży na aukcji jako prostytutka. Rzeźba została publicznie zaprezentowana w 1913 roku na wystawie Armory Show, wywołując kontrowersje. Zachowały się jedynie jej kopie z brązu.

## Opis
Rzeźba przedstawia płaczącą, nagą, młodą dziewczynę przeznaczoną do sprzedaży jako prostytutka, ciągnioną za rękę przez starszego, gestykulującego mężczyznę. Scenę artystka stworzyła w oparciu o wydarzenie, którego świadkiem była wcześniej w Portoryko; zaobserwowała wówczas mewę trzymaną w ręce kobiety, która usiłowała ją sprzedać. Pod wpływem współczucia Eberle kupiła od sprzedawczyni ptaka i uwolniła go. Do sytuacji ptaka nawiązuje przedstawiona w rzeźbie dziewczyna, poddana okrucieństwu innych, nie mogąca liczyć na oswobodzenie. Praca Eberle, będąca odzwierciedleniem jej zainteresowań kwestią kobiet i problematyką społeczną, ukazywała taką samą realistyczną tematykę miejską, co obrazy artystów Ashcan School. Choć Eberle nie była związana z artystami Szkoły, przeszła podobną co oni drogę artystyczną: w latach 1899–1902 uczęszczała na zajęcia w Art Students League of New York, a od 1907 roku była związana z Macbeth Gallery, która w 1908 roku zorganizowała wystawę prac realistów miejskich, znanych wtedy jako „The Eight”.

## Recepcja rzeźby
Biała niewolnica była jedną z dwóch rzeźb Eberle wystawionych podczas Armory Show (nr kat. 673); druga to potrójna rzeźba Brodzące dziewczyny (obecnie w zbiorach Corcoran Gallery of Art w Waszyngtonie). Biała niewolnica znana jest obecnie jedynie z fotografii zamieszczonej 3 maja 1913 roku na okładce liberalnego magazynu „The Survey”. Kiedy Eberle została zaproszona do wystawienia swoich prac na Armory Show, zdecydowała się pokazać dzieło będące podsumowaniem jej pracy rozpoczętej cztery lata wcześniej. Według Christiny Merriman, autorki artykułu w „The Survey”, praca nad modelowaniem rzeźby została wykonana w ciągu czterech tygodni od momentu otrzymania zaproszenia na wystawę Armory Show do dnia jej otwarcia. Daniel Robbins we wstępie do wydanego w 1976 roku katalogu „200 Years of American Sculpture” wspomina o gwałtownej kontrowersji otaczającej to dzieło. Eberle znalazła tylko nielicznych, publicznych lub prywatnych zwolenników swej, niewielkiej co do wymiarów, rzeźby, rekrutujących się spośród socjalistów, nie zaś artystów. Po spektakularnym i głośnym przyjęciu Białej niewolnicy na Armory Show Eberle wyjechała za granicę, a po powrocie osiadła w nowojorskiej dzielnicy Lower East Side, gdzie tematem jej prac stały się postacie ze środowiska imigrantów.

## Replika rzeźby
Gipsowa replika rzeźby pojawiła się na początku lat 80. w kolekcji pewnego rzeźbiarza i marszanda antyków w Westport, w mieście, w którym artystka mieszkała w latach 30. Właściciel repliki uzupełnił brakujące fragmenty rzeźby. Zamierzając wydać za pośrednictwem swojego Art Treasures Investment Corporation ograniczoną serię 30 kopii Białej niewolnicy w brązie, zamieścił w czerwcu 1978 roku ogłoszenie w czasopiśmie Connoisseur. Odzew był jednak niewielki, więc odlano tylko dwie kopie, będące obecnie jedynymi istniejącymi kopiami oryginalnego dzieła. Znajdujący się w posiadaniu właściciela odlew gipsowy rzeźby został zniszczony po jego śmierci.

## Tło historyczno-obyczajowe
Podczas prezentowania ekspozycji Armory Show w Chicago Biała niewolnica stała się przedmiotem dochodzenia ze strony miejscowej cenzury z powodu publicznego ukazania przemysłu erotycznego. W czasie Armory Show, powołano w Stanach Zjednoczonych szereg organizacji do zwalczania prostytucji (między innymi National Vigilance Committee, American Purity Federation i Alliance for the Suppression and Prevention of the White Slave Traffic). Jednak zdaniem niektórych propozycja Eberle była „zbyt realistyczna jak na wizerunek chciwości i żądzy; ciemna strona życia wciąż była uznawana za nieodpowiednią dla rzeźby”. Kiedy magazyn „The Survey” zamieścił zdjęcie Białej niewolnicy na okładce wydania z 3 maja 1913 roku, otrzymał niezliczone listy na przemian potępiające lub chwalące rzeźbę. Białe niewolnictwo (white slavery), eufemizm określający przymusową prostytucję kobiet, znalazło się wśród czołowych tematów społecznych pierwszych lat XX wieku. Przyjęta w 1910 roku ustawa Mann Act, zabraniająca handlu kobietami pomiędzy stanami USA i sprawozdanie Chicago Vice Commission z 1911 roku, dotyczące prostytucji w tym mieście, poruszyły amerykańską opinię publiczną. Do spopularyzowała tematu przymusowej prostytucji przyczyniła się też wydana w 1913 roku książka My Little Sister pióra Elizabeth Robins, będąca kronikarskim zapisem uprowadzenia młodej dziewczyny.

## WystawyBiałej niewolnicy
- 1913 – wystawa Armory Show, Nowy Jork
- 26 października 1989 – 4 lutego 1990 – wystawa American Women Artists: The 20th Century, Knoxville Museum of Art, Knoxville
- 11 marca 1990 – 5 kwietnia 1990 – wystawa w Queensboro Community College Art Gallery
- 10 kwietnia – 30 maja 1993 – wystawa They Earned Their Keep The Struggles and Successes of American Women Artists, Discovery Museum, Bridgeport,
- 23 lutego 1995 – 14 maja 1995 – wystawa Figure in American Sculpture, Los Angeles County Museum of Art, Los Angeles
- 22 czerwca – 10 września 1995 – wystawa w Montgomery Museum of Fine Arts, Montgomery
- 15 lutego – 5 maja 1996 – wystawa w National Academy of Design, Nowy Jork
- 23 kwietnia – 22 sierpnia 1999 – wystawa Part 1: The American Century Art and Culture, 1900–2000, Whitney Museum of American Art, Nowy Jork
- 2 września 2003 – 15 lutego 2004, wystawa New York City Sex: How NY Transformed Sex in America, Museum of Sex, Nowy Jork[5].